# Mauvaises Fréquentations (film, 2014)
Pour les articles homonymes, voir Mauvaises fréquentations.
Pour plus de détails, voir Fiche technique et Distribution.
Mauvaises Fréquentations (Behaving Badly) est une comédie américaine réalisée par Tim Garrick et sortie en 2014. Le scénario du film est tiré de l'œuvre de Ric Browde.

## Synopsis
Rick Stevens, 16 ans, est fou de la jolie Nina Pennington. Le jour où elle rompt avec Kevin, son petit ami dominant, Rick voit ça comme un signe; aidé par Billy, son meilleur ami, Lola, une sainte ressemblant étrangement à sa mère et surtout de très gros mensonges, Rick s'embarquera dans une affaire folle dans l'ultime but de séduire Nina avant les vacances d'été...  

## Fiche technique
- Titre original : Behaving Badly
- Titre français : Mauvaises Fréquentations
- Titre québécois : Méchant Weekend
- Réalisation : Tim Garrick
- Musique : David Newman
- Production : Andrew Lazar et Miri Yoon
- Pays de production :  États-Unis
- Langue originale : anglais
- Format :
- Genre : Comédie
- Durée : 96 minutes
- Dates de sortie : 
  - États-Unis : 1er août 2014
  - France : 1er novembre 2014

## Distribution
- Nat Wolff (VF : Klet Beyer) : Rick Stevens
- Selena Gomez (VF : Rose-Hélène Michon) : Nina Pennington
- Elisabeth Shue (VF : Fabienne Rocaboy) : Pamela Bender
- Lachlan Buchanan (VF : Tangi Simon) : Billy Bender

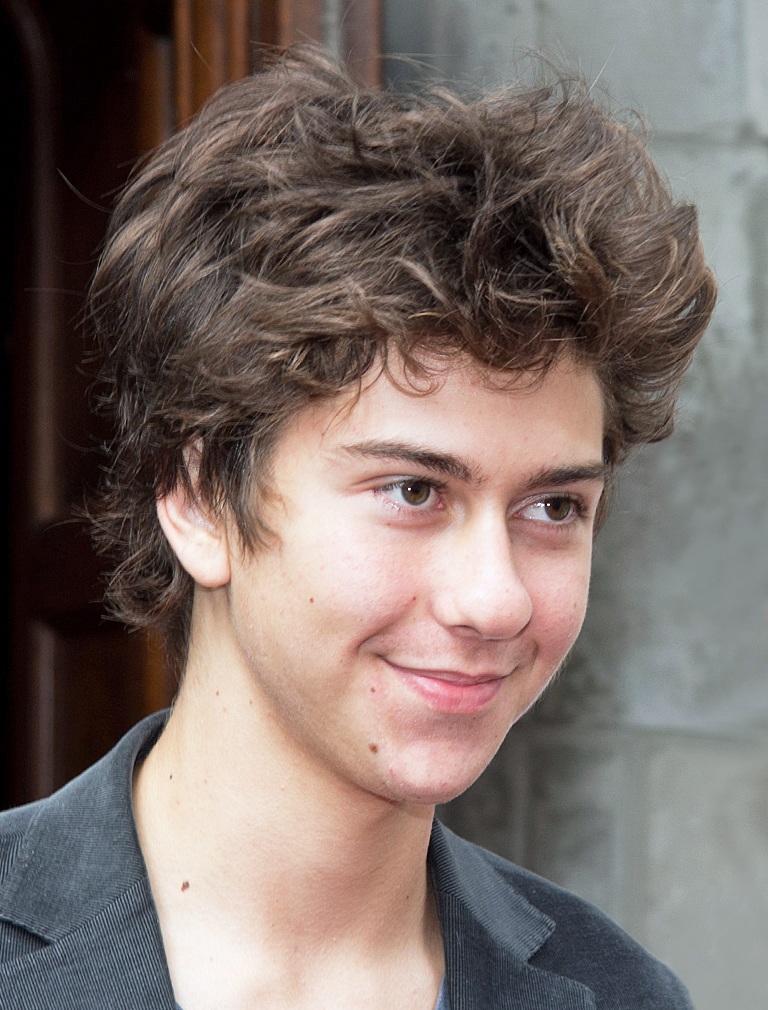
L'acteur principal Nat Wolff.

- Mary-Louise Parker (VF : Sabrina Horvais-Amengual) : Lucy Stevens / Sainte Lola
- Heather Graham (VF : Sabrina Horvais-Amengual) : Annette Stratton-Osborne
- Dylan McDermott (VF : Laors Skavenneg) : Jimmy Leach
- Cary Elwes (VF : Christophe Seugnet) : Joseph Stevens
- Ashley Rickards (VF : Isabelle Sempéré) : Kristen Stevens
- Jason Lee (VF : Philippe Robert) : le père Krumins
- Nate Hartley (VF : Hugo Minard) : Karlis Malinauskas
- Mitch Hewer (VF : Quentin Lenoir) : Steven Stevens
- Mercy Malick (VF : Louison Pochat) : Cherysh
- Rusty Joiner (VF : Fred Renno) : Keith Bender
- Patrick Warburton : le principal Basil Poole
- Gary Busey : le chef Howard D. Lansing
- Danielle Burgio : Tina Johnson
- Scott Evans : Ronnie Watt
- Gil McKinney : Joe Tackett
- Jason Acuña : Brian Savage
- Austin Stowell : Kevin Carpenter
- Jennifer R. Blake : Janice
- Katherine-Clark Neff : Zoé
- JT Alexander : Clint
- Justin Bieber : un prisonnier (non crédité)

 Source et légende : version française (VF) sur RS Doublage et selon le carton du doublage français sur le DVD zone 2.